# Robert Roth
Robert Roth (5 luglio 1898 – Nidau, 17 novembre 1959) è stato un lottatore svizzero, specializzato nella lotta libera.

## Palmarès

### Olimpiadi
- Oro a Anversa 1920 nei pesi massimi.